# Amager
Amager je najgušće naseljeni danski otok, smješten u tjesnacu Øresund, s više od 216 000 stanovnika prema podacima iz siječnja 2022. godine. Više od jedne trećine ukupne površine otoka od 96 km² zauzima zaštićeno prirodno područje Naturpark Amager, koje uključuje i Kalvebod Fælled, prostranu močvarnu i livadnu zonu.
Sjeverni dio otoka pripada općini Kopenhagen, danskoj prijestolnici, i povezan je s većim otokom Sjællandom putem osam mostova i metro tunelom. Øresundsko-brodski kompleks, koji uključuje tunel, umjetni otok Peberholm i most do Švedske, također počinje na Amageru, čime otok ima ključnu međunarodnu prometnu povezanost. Na otoku se nalazi i Zračna luka Kopenhagen, udaljena samo oko 7 km od samog centra grada.
Amager je najveći otok u Øresundu i jedini s većim brojem stanovnika. Godine 2021. otok je imao 212 661 stanovnika, uključivo s područjem Christianshavn na sjeveru. Otok je administrativno podijeljen na tri općine: Kopenhagen obuhvaća sjeverni dio, Tårnby zauzima središnji dio, dok se Dragør nalazi na jugoistoku.
Većina zapadnog dijela Amagera sastoji se od umjetno proširenog kopna, dobivenog ispunjavanjem mora u razdoblju od 1930-ih do 1950-ih godina. To proširenje prema Sjællandu poznato je kao Kalveboderne. Iako nikad nije urbanizirano, tlo na tom području nije pogodno ni za poljoprivredu. Na rubu tog proširenog područja nalazi se i stara bukova šuma Kongelunden ('Kraljeva šuma').

## Povijest
Amager ima dugu povijest naseljenosti i korištenja, što se velikim dijelom može pripisati njegovom plodnom tlu i blizini Kopenhagena. Već 1521. godine, danski kralj Kristijan II. pozvao je nizozemske farmere da nasele Amager kako bi uzgajali povrće za dansku kraljevsku obitelj i grad Kopenhagen. Ti su doseljenici imali posebne privilegije: vlastitu samoupravu, škole, svećenike, pa čak i svoj jezik: amagerski nizozemski, koji se govorio sve do 1858. godine. Pravopis i vokabular bili su pod utjecajem danskog, dok su fonologija i gramatika pokazivale jak utjecaj donjonjemačkog jezika, koji je tada bio važan trgovački jezik na području Baltičkog mora i često se koristio među luteranskim svećenstvom.
Tek u kasnom 19. stoljeću Kopenhagen se počeo širiti na Amager, posebno u područje koje se tada zvalo Sundbyerne. Do 1902. godine, ta su naselja bila već toliko razvijena da su službeno postala dio glavnog grada.
Tijekom Drugog svjetskog rata, zbog visoke nezaposlenosti u Kopenhagenu, vlasti su odlučile isušiti veliki dio mora zapadno od Amagera i izgraditi branu koja je spriječila povratak vode. Time je otok udvostručio svoju površinu, a nastala je nova zona poznata kao Kalvebod Fælled.
Iako je to područje isprva korišteno kao vojna zona, danas je dio velikog urbanog projekta Ørestad, zamišljenog kao proširenje centra Kopenhagena. Ørestad uključuje nekoliko važnih objekata: Bella Center (veliki kongresni i izložbeni centar), Field’s (drugi najveći trgovački centar u Skandinaviji) i Royal Arena (moderna višenamjenska dvorana za koncerte i sportske događaje). Projekt Ørestad pokrenula je i financirala danska vlada.
S druge strane otoka, na istoku, nalazi se Amager Strandpark, koji je izvorno izgrađen 1930-ih, ali je kasnije zapušten. U razdoblju između svibnja 2004. i kolovoza 2005., plaža je u potpunosti rekonstruirana. Izgrađen je umjetni otok dug 2 km, odvojen od obale lagunom, što je danas jedno od najpopularnijih rekreacijskih mjesta u Kopenhagenu.
Amager je do 1970-ih korišten kao odlagalište kanalizacijskog otpada iz Kopenhagena, što je rezultiralo pogrdnim nadimkom za otok: Lorteøen ('Sranjski otok'). To je povezano s tadašnjom službom za čistoću, Renholdningsselskabet af 1898.

## Sadržaji
Veliki dijelovi Kalvebod Fælleda danas su prepuni livada, močvara i šuma, u kojima slobodno pasu krave i konji.
Amager nije samo komadić prirode kraj grada, već i kulturno središte. Na otoku se nalazi Amager Bio, popularna koncertna i kulturna dvorana s bogatom poviješću. Tijekom posljednjih 40-ak godina tamo su nastupala neka od najpoznatijih imena glazbene scene – od međunarodnih zvijezda poput Princea, Alien Ant Farm, P.O.D.-a, Aimee Mann, Uriah Heepa, King Crimsona, Cradle of Filtha, Johna Mayalla, Jethro Tulla, The Moody Bluesa, MGMT-a, Nasa i Andrewa Birda.
Još jedno značajno prirodno područje na otoku je Amager Fælled: rezervat prirode koji se prostire preko 223 hektara na sjeverozapadu Amagera. Nekadašnje vojno područje danas je dom bogatoj flori i fauni, uključujući šume, livade, pa čak i škotsko visinsko govedo koje slobodno pase u prirodi.
Na južnom dijelu otoka nalazi se Kongelunden ('Kraljevska šuma'), prostrana šuma hrasta, popularna destinacija za biciklizam, promatranje ptica, i jahanje u neposrednoj blizini grada.
Amager je također dom Nacionalnog akvarija Danske (Den Blå Planet), koji se nalazi na istočnoj strani otoka.

## Zajednice
Na otoku se nalazi nekoliko važnih gradskih zajednica i naselja, uključujući otoke Brygge (poznat po modernim stanovima uz kanal), te gradove Dragør, Kastrup i Tårnby. 

## Promet
Amager je povezan tunelom s umjetnim otokom Peberholm, odakle Øresundski most vodi izravno u Švedsku, povezujući Kopenhagen s Malmöom. 
Kopenhaški metro također igra ključnu ulogu u povezivanju Amagera s ostatkom glavnog grada. Metro linija koja kreće iz Vanløsea dijeli se u linije M1 i M2 na stanici Christianshavn, nakon čega linija M1 ide prema Vestamageru, a M2 prema Lufthavnu, Kopenhaškoj zračnoj luci. 
Ova zračna luka, smještena na istočnom dijelu Amagera, povezana je s gradom preko vlaka, metroa i autobusa.

## Izrazi s pojmom Amager
- Amar! – U danskom jeziku ovo je blaga zakletva ili uzvik koji priziva nevinost i iskrenost.[7]
- Amagergarn – Vrsta merceriziranog pamučnog konca za vez, poznata po svom sjaju i čvrstoći.[8]
- Amagerbroderi – Tradicionalni šareni plosnati vez karakterističan za područje Amagera.[9]
- Amagersyning – Vez inspiriran nizozemskim tehnikama, što odražava povijesnu prisutnost nizozemskih farmera na otoku još od 16. stoljeća.[10]
- Amagerhylde – Trokutasta polica (u obliku slova A) koja se koristi za izlaganje sitnica i ukrasa.[11]
- Amagermad – Amagerski sendvič, koji se sastoji od jedne kriške crnog i jedne kriške bijelog kruha, s maslacem između, a ponekad i hladnim narescima.[12]

## Poznate osobe
- Frank Arnesen (rođen 1956.), bivši nogometaš
- Niklas Bendtner (rođen 1988.), profesionalni nogometaš

## Vanjske poveznice
- Park na plaži Amager
- Slike iz Amagera